# Рыкачев, Владимир Петрович
Владимир Петрович Рыкачев (1804—1875) — генерал-майор Российского императорского флота.

## Биография
Владимир Рыкачев родился в 1804 году; происходил из старинного дворянского рода, имевшего жалованные поместья в Ярославской, Тверской и Тамбовской губерниях; внук генерал-майора М. И. Рыкачева, брат капитан-лейтенантов А. П. и Д. П. Рыкачевых. Отец — Пётр Маркович Рыкачёв, служил ротмистром в Сумском гусарском полку и участвовал в Суворовских походах, мать — Марья Андреевна (урождённая Авинова) была дочерью рязанского помещика.
В 1816 году отданный в Морской кадетский корпус, Рыкачев 9 июня 1818 года был произведен в гардемарины, а 2 декабря 1821 года — в мичманы, с назначением в Балтийский флот Российской империи. В течение четырёх лет он крейсировал на разных судах по Балтийскому морю, а в 1826 году был командирован в Архангельский порт, причем 30 декабря того же года был произведён в лейтенанты флота.
Вскоре Владимир Петрович Рыкачев снова возвратился, на корабле «Кульм», в Кронштадт, но пробыл в составе Балтийского флота недолго; в 1829 году он был переведён на Черноморский флот Российской империи, где служба его продолжалась беспрерывно в течение тридцати лет.
Назначенный в 1830 году командиром брандвахтенной лодки № 7, Рыкачев в течение 2 лет плавал на Керченском рейде, в 1832 году был переведен на фрегат «Штандарт», который уходил в Архипелаг (Эгейское море), и на этом корабле побывал в Александрии, а в следующем году — на Буюкдерском рейде, откуда с десантными войсками перешел в Феодосию, за что был пожалован медалью «За турецкую войну». Затем в течение шести лет Рыкачев служил на Чёрном море, командуя с 1836 года тендером «Быстрый», 18 апреля 1837 года был произведен в капитан-лейтенанты, а в 1840 году назначен состоять для особых поручений при Командире Севастопольского порта и военном губернаторе контр-адмирале А. П. Авинове (впоследствии адмирале и члене Адмиралтейств-совета). В этой должности Рыкачев состоял до 1843 года, когда получил в командование пароход «Боец».
В 1844 году, «за усердие по службе», Владимир Петрович Рыкачев был пожалован орденом Святого Станислава 3-й степени, а 17 апреля 1846 года, за отличие же по службе, был произведен в капитаны 2 ранга. Пароход «Боец» был из числа тех четырех пароходов, которые охраняли черноморское побережье и поддерживали сообщение между нашими береговыми укреплениями; поэтому, он постоянно крейсировал вдоль побережья, причем ему неоднократно приходилось принимать участие в морских экспедициях к берегам Кавказа, для поддержки сухопутных войск.
14 (26) января 1848 корабль В. П. Рыкачева, вместе с остальными судами Черноморской береговой линии попал в бору на рейде Новороссийска. В результате этого природного катаклизма обмёрз и затонул тендор «Струя» со всем экипажем; на корвете «Пилад» погибло 48 человек команды; кроме того было разбито и пострадало множество военных кораблей и торговых судов. Пароход «Боец» был одним из немногих кто, благодаря грамотным распоряжениям командира, отделался сравнительно легко: по приказу Рыкачева «Боец» не оставался на мертвом якоре, как это сделал тендер «Струя», что и было главной причиной его гибели, а стал на оба свои якоря, причем пары были все время разведены, и машине давали соответственный ход для облегчения канатов, когда же командир увидел, что канаты выдержат уже недолго, то приказал наполнить трюм водой, чтобы предохранить пароход от ударов о грунт. Действительно, канаты вскоре лопнули, но, благодаря принятым мерам, пароход сел на песок довольно мягко. Таким образом, благодаря энергии и находчивости Рыкачева, был спасен не только «Боец», но и вся его команда.
В 1846 году исполнилось 25 лет службы Рыкачева в офицерских чинах, и 26 ноября он был пожалован орденом Святого Георгия 4-й степени.
6 марта 1849 года Рыкачев был произведен в капитаны 1-го ранга, за отличие по службе, и до 12 марта 1852 года продолжал нести службу на Чёрном море. В начале 1852 года Начальником интендантской части в Черном море был назначен контр-адмирал Н. Ф. Метлин, впоследствии адмирал и Член Государственного совета Российской империи; зная лично Рыкачева, он предложил ему перейти комиссионером Черноморского флота в Одессе. Рыкачев принял это предложение и 12 марта 1852 года был переименован в полковники с зачислением по Адмиралтейству. Ввиду предстоящей Крымской кампании, интендантству было много работы, а главное — ему нужны были честные, хорошие люди. Поэтому Рыкачев пришелся как нельзя более кстати: его трудолюбие, энергия и неподкупность резко выделяли его среди многих других служащих интендантства, поэтому многие из служащих не любили его, видя в нем живой укор. Но Рыкачев был из редких служащих интендантства, которые смотрели на свою службу, не как на средство наживы; поэтому, несмотря на все свои старания, ему удалось очень немного сделать для улучшения интендантской части в российских Крымских портах. Комиссионером Черноморского флота в Одессе Рыкачев прослужил более восьми лет и 4 апреля 1860 года, когда была упразднена эта должность, вышел в отставку с чином генерал-майора флота, прослужив более сорока лет по Морскому ведомству Российской империи.
Выйдя отставку, несмотря на свой преклонный возраст, Рыкачёв вёл активный образ жизни, живя то в имении брата в Ярославской губернии, то в Севастополе, то в Николаеве, то в Одессе. В последние годы он страдал раком желудка, однако, до последних дней сохранял веселый и живой характер.
Владимир Петрович Рыкачев скончался 27 июня (9 июля) 1875 года в имении своего брата, в сельце Николаевском, Романово-Борисоглебского уезда Ярославской губернии.